# Berend Dubbe
Berend Dubbe (Deventer, 29 augustus 1961), ook bekend als Bud Benderbe, is een Nederlands muzikant. Hij is vooral bekend als componist van Bauer en als drummer van Bettie Serveert. Tevens is Dubbe actief als maker van soundtracks, hoorspelen en als voice-over.
Dubbe speelde van 1991 tot 1998 bij Bettie Serveert. In 1999 richtte hij de band Bauer op, en in datzelfde jaar verscheen het debuutalbum van Bauer, On The Move. Daarnaast componeerde hij filmmuziek en werd hij de stem van de televisiezender Net5. In 2006 verscheen Dubbe nog eenmalig als drummer bij Bettie Serveert vanwege hun 15-jarig jubileum. In 2023 gebeurt dat nog eens, bij het dertig-jarig jubileum en de heruitgave van het debuutalbum Palomine.
Bud Benderbe bracht in 2007 nummers van de Velvet Underground ten gehore in de stijl van crooners en schlagers, ten overstaan van Lou Reed, John Cale, Maureen Tucker en Doug Yule.
Van 1995 tot 1997 schreef Dubbe absurdistische alternatieve televisie-aankondigingen in de VPRO Gidsonder de noemer '5th Dimension TV'. In 2020 had hij een vaste pagina in de herstart van het nepnieuws-tijdschrift De Nieuwe van journalist Peter J. Muller.

## Discografie
Onder de naam Bud Benderbe bracht Dubbe twee albums uit:
- All Tomorrow's Cocktail Parties, 2007
- Slice Slowly And See, 2013

Met Bettie Serveert:
- Palomine, 1992
- Lamprey, 1995
- Dust bunnies, 1997

Met Bauer:
- On The Move, 1999 (solo-album)
- Can't stop singing, 2000
- Baueresque, 2004
- The Bauer Melody of 2006, 2006 (met het Metropole Orkest)
- Eyes Fully Open, 2016 (solo-album)

## Prijzen
- BUMA/STEMRA Zilveren Harp, 2000

## Persoonlijk
Dubbe is een zoon van muzikant Bé Dubbe en getrouwd met Gwen Thomas.